# Израильский центр религиозной деятельности
Израильский центр религиозной деятельности (ивр. המרכז הרפורמי לדת ומדינה‎), также известный как IRAC, был основан в 1987 году как общественное и юридическое подразделение Израильского движения за прогрессивный иудаизм. Он расположен в Иерусалиме, Израиль. IRAC стремится защищать равенство, социальную справедливость и религиозный плюрализм в Израиле посредством израильской правовой системы, лоббирования и публикаций. Писательница Элана Мэрилес Штокман называет IRAC «выдающейся гражданской и правозащитной организацией в Израиле», выступающей за широко инклюзивную демократию и продвигающей социальную справедливость. Недавние кампании включают в себя попытку запретить гендерную сегрегацию в израильских общественных автобусах, успешную общественную кампанию за отмену гарантий дохода для студентов коллелей и кампанию по лоббированию в защиту правозащитных организаций, действующих в Израиле. 
По состоянию на май 2024 года исполнительным директором является адвокат по гражданским правам Орли Эрез-Лиховски, работающая в IRAC с 2004 года. Анат Хоффман, исполнительный директор IRAC более 20 лет до ноября 2022 года также является директором и одним из основателей «Нешот ха-Котель», также известной как «Женщины Стены» или WoW, организации женщин, которые молятся у Стены Плача в эгалитарной манере. Раввин Ноа Саттат, лидер в области прав геев и еврейско-палестинских отношений, также работал в руководстве IRAC.

## Направления деятельности
Израильский центр религиозной деятельности описывает свою работу следующим образом:
- Продвижение свободы религии и от религии
- Обеспечение государственного признания и равного статуса реформистских и консервативных раввинов, синагог и учреждений
- Содействие равенству в обществе
- Продвижение расового равенства и борьба с ненавистью
- Укрепление демократии Израиля
- Защита прав новообращённых и иммигрантов стать гражданами Израиля и пользоваться равными правами

## События
- В 2006 году IRAC подал жалобу на расистские подстрекательства со стороны иерусалимских раввинов. В результате жалобы Шай Ницан[англ.], руководитель отдела специальных задач государственной прокуратуры, приказал полиции провести расследование возможной преступной деятельности раввина Давида Бацри и его сына раввина Ицхака Бацри, которые, протестуя против открытия смешанной Еврейско-арабской школы, объявили школу неприемлемой, поскольку арабы, по их мнению, «нечистые» и «ослы». Адвокат Реут Михаэли заявил, что IRAC приветствовал расследование в надежде положить конец «неправомерному использованию еврейской религии раввинами и другими людьми для продвижения неприемлемых, дискриминационных и расистских взглядов»[6].
- В 2012 году IRAC отпраздновал то, что «Гаарец» назвала «одним из своих самых значительных триумфов», когда в восьмилетней судебной тяжбе он одержал победу, добившись от израильского правительства выплаты зарплаты четырём неортодоксальным раввинам, «создав тонкую трещину в ортодоксальной монополии»[7].
- В 2014 году IRAC выиграл свой первый коллективный иск. Окружной суд Иерусалима согласился с тем, что клиент IRAC, компания Kolech[англ.], может получить возмещение ущерба от Kol baRama[англ.], ультраортодоксальной радиостанции, которая запрещает женщинам участвовать в её передачах или работать в качестве сотрудников. Kolech — ортодоксальная женская организация[8][9].
- В декабре 2014 года окружной суд Иерусалима постановил, что похоронному обществу «Хевра кадиша» больше не будет разрешено размещать на похоронах знаки, призывающие к гендерной сегрегации мужчин и женщин, если только этого не потребует семья умершего. Израильский центр религиозной деятельности (IRAC) и правозащитная клиника юридического факультета Тель-Авивского университета подали иск против Хевра кадиша в Реховоте и Иерусалиме, утверждая, что они нарушили запрет Министерства религиозных служб на гендерную сегрегацию на кладбищах. Адвокат Орли Эрез-Лиховски, глава юридического отдела IRAC, заявила: «Это отличная новость. Две компании «Хевра кадиша», замешанные в этом деле, категорически отказались подчиниться меморандуму генерального директора Министерства по делам религий, который предписывал им убрать вывески. Это знаменует собой конец дискриминационных знаков сегрегации на кладбищах». Представители «Хевра кадиша» заявили, что действовали только в соответствии с указаниями раввинов[10].
- В декабре 2014 года The Times of Israel взяла интервью у Анат Хоффман[англ.] по поводу поджога в школе, который, по всей видимости, был спровоцирован Лехавой и совершён членами антиассимиляционной группы. Хоффман сказала, что IRAC подал более 40 жалоб «генеральному прокурору против Лехавы и её лидеров с 2010 года, и мы получили только один серьёзный ответ на одну из них». Из-за отсутствия внимания к жалобам, IRAC присоединился к другим организациям в октябре 2014 года, подав в Высокий суд петицию против генерального прокурора. Петиция просит генерального прокурора провести расследование в отношении Лехавы и обвиняет группу в многочисленных примерах незаконной деятельности, таких как пропаганда жилищной дискриминации неевреев и преследование организаций, нанимающих арабов. Суд разрешил государству отложить предоставление ответа до января 2015 года[11].
- В январе 2014 года в газете «Гаарец» процитировали главу юридического отдела IRAC о безуспешной попытке города Бней-Брака снять предвыборные плакаты с фотографиями женщин-кандидатов. В ультраортодоксальных кварталах города женщины обычно отсутствуют в рекламе и рекламных щитах, поскольку изображения женщин считаются «сексуально провокационными». Представители города заявили, что им приказали убрать таблички с изображениями кандидатов от «Ликуда», таких как Мири Регев и Гила Гамлиэль. Была вызвана полиция, которая сначала поддержала город, но затем сообщила городским властям, что знаки нельзя убрать. Городские власти заявили, что они всего лишь пытаются защитить чувства религиозных жителей. Но Орли Эрез-Лиховски, руководитель юридического отдела Израильского центра религиозной деятельности, сказала, что это победа гендерного равенства: «Я очень рада, что чиновники из «Ликуда» не сдались и боролись с муниципалитетом и полицией, которая первой прибыла на место происшествия. Это показывает, что на все уровни начинает проникать идея о том, что исключение женщин является незаконным и неприемлемым. Это не всегда отражается на людях на местах, но мы видим, что достигается большой прогресс — даже в Бней-Браке, даже в ультраортодоксальном секторе. Это важное сообщение»[12].
- «Право на полёты»: IRAC действует в ответ на жалобы пассажиров авиакомпаний, подвергшихся насилию со стороны ортодоксальных пассажиров-мужчин, пытающихся навязать гендерную сегрегацию на рейсах. IRAC будет опираться на свой опыт борьбы за права женщин сидеть на любом месте в общественных автобусах, поскольку он сотрудничает с авиакомпаниями для разработки политики по защите прав женщин-пассажирок в небе. В январе 2015 года IRAC связался почти с двадцатью авиакомпаниями, выполняющими рейсы в Израиль и из Израиля, и попросил их встретиться с сотрудниками IRAC, чтобы можно было разработать решения, защищающие права женщин-пассажиров и соответствующие законодательному запрету на гендерную сегрегацию и гендерную дискриминацию[13]. The New York Times взяла интервью у Анат Хоффман о феномене, когда ультраортодоксы просят женщин-пассажирок авиакомпаний пересесть, отметив, что IRAC начал кампанию, призывающую женщин не уступать свои места. «У меня есть сто историй», — сказала Хоффман[14]. В феврале 2016 года 81-летняя израильско-американская адвокат Рене Рабиновиц[англ.] согласилась подать в суд на Эль-Аль в качестве истца, протестуя против гендерной дискриминации в ответ на давление со стороны авиакомпании, чтобы она переместилась с отведенного ей места, чтобы успокоить религиозного мужчину, отказывающегося сидеть рядом с женщиной. Израильский центр религиозных действий потребовал от авиакомпании компенсации в размере 13 тысяч долларов[15]. 22 июня 2017 года судья магистратского суда Иерусалима Дана Коэн-Леках присудила Рабиновиц 6500 шекелей в качестве компенсации и постановила, что авиакомпания должна заявить, что члену экипажа запрещено просить пассажира пересесть по просьбе другого пассажира из-за пола[16]. Тем не менее, IRAC считает, что пассажиры всё ещё могут подвергаться таким запросам, и разработал рекламную программу для аэропортов, напоминая женщинам об их правах. Израильские власти отказались разрешить размещение рекламы[17].
- В 2018 году окружной суд Иерусалима постановил, что радиостанция харедим «Коль Барама» должна выплатить 1 миллион шекелей в качестве компенсации за ущерб, не включая судебные издержки, в результате группового иска, поданного IRAC и Асаф Пинк за запрет выступления женщин на радиостанции. Это первый коллективный иск о гражданских правах и гендерной сегрегации в Израиле[18].